# Restio tetragonus
Restio tetragonus là một loài thực vật có hoa trong họ Restionaceae. Loài này được Thunb. miêu tả khoa học đầu tiên năm 1788.